# 6027 Waratah
6027 Waratah eller 1993 SS2 är en asteroid i huvudbältet som upptäcktes den 23 september 1993 av den australiensiske amatörastronomen Gordon J. Garradd vid Siding Spring-observatoriet. Den är uppkallad efter växten Telopea speciosissima.
Asteroiden har en diameter på ungefär 7 kilometer och den tillhör asteroidgruppen Flora.